# 狸囃子

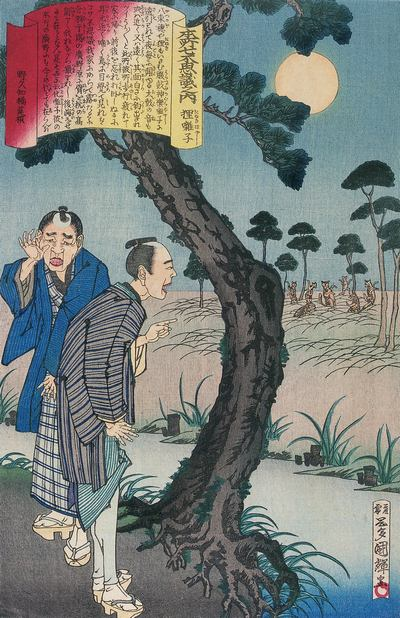
『本所七不思議之內狸囃子』 三代目歌川國輝・畫

 狸囃子（日语：／ Tanuki Bayashi）是日本全國都存在的關於怪異聲音的怪談。深夜裡，特別是月圓之夜，常常會遠遠地聽到笛子伴隨著太鼓的演奏聲。
江戶時代的本所（東京都墨田區）也有稱為馬鹿囃子（日语：ばかばやし）的怪談，名列本所七大不可思議之一。即使向著聲音的方向前進，聲音也不會變大；同時向遠離聲音的方向移動，聲音也不會減弱，無論如何也無法完全判斷出是什麼在演奏。即使向音源方向狂奔也無法發現聲音是從那裡出來的。
千葉縣木更津市的證誠寺對狸囃子的傳說和「分福茶釜」、「八百八狸物語」並稱「日本三大狸傳説」，作為童謠淵源流長。

## 解釋
東京都墨田區的小梅寺島附近，在農村地帯收穫的秋祭中的曲風古樸演奏聲隨風飄揚，在遠處產生了奇妙的重複音色可能是狸囃子的來源。

## 腳註
1. ↑  鈴木桃野. . 柴田宵曲編  (编). . ちくま学芸文庫. 筑摩書房. 2008: 528–529 頁. ISBN 978-4-480-09162-8.
2. 1 2  松浦靜山. . . : 529–530頁.
3. 1 2 3 4  岡崎柾男. . 下町タイムス社. 1983: 24–27 頁. ISBN 978-4-7874 -9015-5.
4. ↑  . 世界の民謡・童謡.   [2015-08-01]. （原始内容存档于2020-11-30） （日语）.